# 格莱纳
格莱纳是德国萨克森-安哈尔特州的一个市镇。总面积29.58平方公里，总人口1297人，其中男性670人，女性627人（2011年12月31日），人口密度44人/平方公里。